# رابرت اتکینز
رابرت اتکینز (انگلیسی: Robert Atkins؛ ‏ ۱۰ اوت ۱۸۸۶ – ۹ فوریهٔ ۱۹۷۲) هنرپیشه، کارگردان فیلم و تهیه‌کننده فیلم اهل بریتانیا بود.
از فیلم‌های او می‌توان به کاردینال، مسئله زندگی و مرگ و جادوی سیاه اشاره کرد.